# Abadiño
Abadiño – gmina w Hiszpanii, w prowincji Biskaja, w Kraju Basków, o powierzchni 36,06 km². W 2011 roku gmina liczyła 7385 mieszkańców.